# Se la vita che salvi è la tua
Se la vita che salvi è la tua è un romanzo di formazione scritto da Fabio Geda, pubblicato nel maggio del 2014 da Einaudi.
Il libro narra la storia di Andrea Luna, un uomo che in seguito a delusioni e frustrazioni, causate sia dalla vita matrimoniale che da quella lavorativa, decide di partire. Il viaggio porterà una serie di cambiamenti emotivi e sentimentali, ma soprattutto una crescita nell'animo del personaggio, la cui vita è stata basata fino a quel punto sull'idea di famiglia come gabbia nei confronti dell'esistenza. La sua condizione degenererà fino a quella di immigrato clandestino, schiaffo morale alla monotonia da cui era contraddistinto il suo mondo.

## Titolo
Se la vita che salvi è la tua è un romanzo di formazione. Andrea Luna attraversa una grave crisi esistenziale, a causa della vita coniugale e di un lavoro precario che non lo porta a una realizzazione personale. Andrea cercherà di dare una svolta alla sua vita, ripartendo da zero. Il termine “Salvare” presente nel titolo anticipa il cambiamento che il protagonista darà alla propria condizione esistenziale, la quale inizialmente è divorata dal quotidiano. L'uomo è rimasto soffocato da una società che ormai è troppo “piccola” anche per lui stesso.

## Ispirazione
Geda ha spiegato che il romanzo trae ispirazione da un incontro fatto da lui stesso a New York.
In un ristorante della metropoli conobbe un ragazzo napoletano di circa vent'anni, il quale lavorava in città come cameriere. Essendo rimasto più di tre mesi, e non avendo rinnovato il visto, il ragazzo era diventato automaticamente un clandestino.
In quell'occasione Geda scopre che a New York i clandestini che lavorano sono circa 550.000, e che in particolare vengono sfruttati nei settori delle pulizie e della ristorazione.
Gli immigrati illegali non vengono assicurati poiché non sono tutelati dalla legge, di conseguenza a un imprenditore vengono a costare meno rispetto a un normale lavoratore con visto regolare. Inoltre Geda scopre che a New York sono presenti circa 2000 italiani senza documenti in regola.

## Trama
Andrea Luna, professore precario di storia dell'arte, si trova a dover fare i conti con una vita che porta solo dispiaceri. Il tutto peggiora a seguito dell'aborto spontaneo della moglie. L'accaduto causa una crisi coniugale. Un giorno Andrea incontra un vecchio amico conosciuto qualche anno prima a New York, il quale gli racconta della propria vita, economicamente agiata e con una bella famiglia. Partendo da questo incontro, Andrea decide di andare a scaricare le sue ansie nella città dove da ragazzo si era sentito felice: New York. Con l'arrivo a New York, il protagonista cerca sé stesso, viaggiando nella propria interiorità. Il suo cammino non ha una meta concreta; in realtà Andrea cerca di capire sia sé stesso sia cosa vuole realmente. L'ambientazione newyorkese gravita intorno al Metropolitan Museum of Art, luogo dov'è collocato il quadro di Rembrandt Ritorno del figliol prodigo. Andrea, guardando il dipinto, cerca risposte a domande esistenziali. Il quadro rappresenta la paternità, sensazione di cui lui è stato privato. Andrea Instaura una forte amicizia con il guardiano del museo, il signor Walter. L'uomo è fonte di ispirazione per il protagonista, grazie alla saggezza e al racconto della sua vita. Sprecati tutti i biglietti per tornare in Italia, quindi scomparsa anche l'ultima possibilità per tornare in Italia dalla moglie, Andrea inizia a vivere come clochard per diversi mesi, fino a che un giorno non si ammala e il destino gli fa incontrare la famiglia Patterson. Il nucleo familiare è composta da Ary, la madre, e da due gemelli, Benjamin e Allison. Il protagonista inizialmente viene soccorso da Benjamin; in seguito viene accolto in casa dalla famiglia, e con il passare dei giorni si inserisce sempre più nella loro quotidianità. Tra Ary e Andrea nasce una storia d'amore. Andrea inizia a lavorare, come clandestino, nell'azienda dell'amico Vincenzo, colui che qualche mese prima aveva incontrato in Italia. Mentre tutto va per il meglio, l'uomo decide di fuggire di nuovo e tornare in Italia. Tornato nel suo paese d'origine, il protagonista cerca di riconquistare la moglie. Presto però scopre che Agnese aspetta un figlio da un collega. A quel punto Andrea capisce che ciò che veramente vuole è stare con Ary e i gemelli. Il protagonista, durante la permanenza in Italia, viene ospitato dalla stessa famiglia cinese in cui mesi prima guardava un bambino afflitto da grave autismo. Successivamente i due genitori gli donano i soldi sufficienti per andare in Messico e da lì tornare negli Stati Uniti. Questo perché essendo stato un clandestino durante la sua precedente permanenza negli Stati Uniti, l'unico modo per ritornare dalla famiglia Patterson è dal Messico. Riesce a raggiungere il suo obbiettivo tramite i pollero, trasportatori illegali che lucrano sull'entrata degli immigrati clandestini in Usa, attraverso metodi pericolosi e talvolta mortali. Durante il viaggio tra il Messico e il deserto dell'Arizona è sottoposto a diverse prove. Spara anche a uno dei trafficanti di uomini che stava abusando di una donna. Il bagaglio di esperienze che ha collezionato durante il viaggio lo porta ad avere un vissuto ricco di conoscenze, che in tutta la sua vita non aveva mai acquisito, arrivando a capire che “Alla fine siamo fatti dei residui delle persone che conosciamo”. Superati gli ostacoli del deserto, attraversa gli Stati Uniti facendo l'autostop.
Anche in questo caso scopre un'altra dose di umanità in coloro che lo aiutano a raggiungere New York. Raggiunta la metropoli si trova nuovamente a dover cercare la famiglia che aveva abbandonato: senza una casa e un porto sicuro in cui approdare. Andrea ritrova la famiglia Patterson in una parata di Halloween. Il finale è suggestivo e con forte potenzialità di interpretazione. Andrea rincontra la famiglia: i gemelli sono felici di ritrovare Andrea, ma Ary rimane perplessa. Ad un certo punto arriva un uomo travestito da Joker, il quale scherza con i Patterson, e quando nota la presenza di Andrea gli domanda: "Chi sei tu?".

## Personaggi
- Andrea Luna: protagonista del romanzo. È impacciato e chiuso nella gabbia della quotidianità, rivestita da un'abbondante dose di frustrazione per i suoi progetti e le sue ambizioni che non si realizzano. All'età di trentasette anni si sente ingabbiato da una realtà ormai troppo severa, in cui il corso degli eventi non è dettato dalla sua volontà ma da quella degli altri; talvolta infatti rimane sopraffatto da una moglie troppo oppressiva. Inoltre si ritrova professore precario di storia dell'arte, tutte le sue ambizioni vengono disintegrate ogni volta che è costretto a cambiare scuola. Andrea non vede alternative poiché la società non gli offre opportunità migliori. Così decide di mollare tutto e di andare a cercare se stesso.
- Agnese: moglie di Andrea Luna. A differenza del marito ha un lavoro sicuro come assistente sociale. È una donna che all'inizio del libro soffre in silenzio, ma si dimostra molto arrabbiata nei confronti di un destino che a lei ha negato il diritto di essere madre. Sfoga le sue frustrazioni su Andrea, arrivando anche a incolparlo per la perdita del figlio. Mentre il dolore la divora, la sua storia d'amore con Andrea sta arrivando al capolinea.
- Walter Quinn (Addetto alla sicurezza del Metropolitan Museum): “Un afroamericano dai baffi folti e gli occhiali da presbite”. Il personaggio dà al protagonista dritte su come affrontare la vita di tutti i giorni. L'uomo racconta ad Andrea la storia della sua famiglia. Il protagonista, dopo aver ascoltato la storia di a Walter, decide allora di spiegargli il motivo della sua ulteriore permanenza a New York. Andrea Luna inizia ad avere sensi di colpa, poiché il suo interlocutore lo porta a riflettere sul suo comportamento, soprattutto nei confronti della moglie Agnese. Walter Quinn è un uomo saggio, ha avuto esperienze che lo hanno portato a capire che non serve avere aspettative perché, anche se crediamo di fare la cosa giusta, le cose non vanno sempre come vorremmo.

- Famiglia Patterson: costituita da Ary, la madre, e da due gemelli di tredici anni, Benjamin e Allison. Hanno tutti tratti orientali, Ary è un'artista di Red Hook, esperta di diorami, ha una forte propensione artistica. È una madre single, separata da anni dal marito. La donna si dimostra fin da subito molto ospitale e allo stesso tempo molto sincera. Inizialmente cerca di convincere Andrea a tornare in Italia dalla moglie, però poi nasce una storia d'amore tra lei e il protagonista. Durante la loro convivenza cerca di provocarlo, per testare se gli affetti passati sarebbero potuti tornare a far parte di lui. I gemelli fanno molte domande ad Andrea: sulla sua vita, sul perché ha deciso di abbandonare tutte le sue abitudini e tutti i suoi affetti. Benjamin, in particolare, si prende cura di lui prima ancora che la famiglia lo accolga in casa, portandogli vestiti e cercando di curarlo da una brutta influenza. È una caratteristica del ragazzino, il quale fin da piccolo ha sempre avuto la naturale propensione ad aiutare gli altri, in particolar modo coloro che sono più indifesi. Allison invece è appassionata di fotografia, infatti fin dall'inizio fa molte foto ad Andrea. La ragazzina è rimasta delusa dal comportamento del padre biologico, tant'è che non ha foto di lui.
- Vincenzo: amico con il quale Andrea era andato a vivere a New York qualche anno prima. Vincenzo si trova costretto a offrire al protagonista un lavoro, poiché viene accusato dallo stesso di avere dei clandestini come dipendenti all'interno della sua azienda. Durante un loro dialogo, Vincenzo viene invitato da Andrea a esprimergli le sue idee su lui. L'uomo senza giri di parole lo descrive un insoddisfatto, poiché non ha mai capito cosa vuole veramente.
- I colleghi di lavoro: Victor e Cayetano, entrambi clandestini di origine sudamericana. Cayetano, con qualche problema fisico, muore nel corso della storia mentre lavora a casa propria. Victor ha circa vent'anni. È colui che spiega ad Andrea come funziona l'immigrazione dal Messico agli Stati Uniti, poiché lui stesso ha dovuto affrontare quel viaggio. Aiuterà Andrea a tornare a New York, mettendolo in contatto con Antonio, un cugino residente ad Altar (Messico).
- Lagrima: è un personaggio che attraversa il deserto con Andrea. Vuole raggiungere il figlio e la compagna a Denver. Lagrima, quando incontra per la prima volta il protagonista, sembra un personaggio burbero e diffidente; si rivela invece un compagno fidato. Con Andrea si confidano e si raccontano della propria vita. In particolare l'uomo rivela ad Andrea di aver fatto parte dell'organizzazione criminale della Mara Salvatrucha, e mostra un forte senso di pentimento per aver ucciso molte persone.
- Clelia: è una ragazza che Andrea vede in Messico prima di partire per attraversare il deserto. Nota che spesso davanti alla sua casa si fermano delle auto e la donna fa entrare gli uomini che scendono. Andrea capisce così che fa la prostituta. Poi la rivede durante il viaggio, e la salva nel deserto, mentre un pollero sta abusando di lei. Dopo Clelia continua il percorso insieme ad Andrea e a Lagrima, fino ad arrivare all'accampamento di No More Deaths. A quel punto le strade dei tre personaggi si separano, poiché Andrea, non essendo sudamericano, può continuare il viaggio con meno problemi rispetto a Clelia e Lagrima.

## Temi
Nel romanzo si ritrovano diversi temi attuali, primo fra tutti quello della mancata paternità e maternità, che suscita all'interno dei personaggi un senso di frustrazione. È Agnese, moglie del protagonista, a soffrire maggiormente per la perdita del figlio. L'autore rende molto bene l'idea del dolore provato dalla donna dicendo: "In lei avevano fatto tana animali diversi". Con la perdita del figlio le sue paure più nascoste, le sue angosce, l'inquietudine per un futuro negato e sconosciuto a lei stessa si concretizzano in forma di malattie psichiche.
Un altro tema è la "Ricerca di se stessi". Andrea intraprende una strada lunga e tortuosa per arrivare a capire chi è realmente. L'uomo è intrappolato nel quotidiano e risente della sua condizione esistenziale. Va a cercare se stesso a New York, senza esserne consapevole. Andrea vuole scappare dalla routine, ma lo stop da lui dato alla vita quotidiana lo porta a dare un cambio radicale alla sua esistenza. Al Metropolitan Museum, mentre guarda più volte il quadro di Rembrandt, inizia a porsi quesiti esistenziali, e decide di prolungare la sua permanenza a New York per concedersi altro tempo. L'uomo guardando il dipinto cerca di darsi anche delle risposte alle domande. Il quaderno rappresenta la paternità, cosa di cui lui è stato privato, sia da bambino che da adulto.
Il tema del "Viaggio" si lega a quello della "Ricerca di se stesso". Andrea intraprende un viaggio diviso in tre fasi. La prima, definibile come vacanza per allontanarsi da tutto ciò che lo fa sentire oppresso. La seconda inizia nel momento in cui getta via i biglietti di ritorno per l'Italia. Inizia qui il viaggio vero e proprio, interno ed esterno; non è più una semplice vacanza, ma subentra la voglia di fuggire e il bisogno di ripartire da zero. Un cammino fatto anche di ripensamenti poiché l'uomo, pentito di essere sparito e di aver causato ulteriori problemi ad Agnese, torna in Italia. Arrivato nella casa dove prima viveva con la moglie, vede che lei è andata avanti senza di lui e al contempo si accorge che ciò che vuole in realtà è stare con la famiglia Patterson. Così inizia la terza fase del viaggio. Avendo capito ciò che realmente vuole, è disposto a fare qualsiasi cosa per tornare da Ary e i gemelli. Così riparte come immigrato clandestino, intraprendendo un viaggio nel deserto del Messico, mettendo alla prova se stesso.
"Accoglienza" e "Solidarietà" si notano all'interno di tutto il racconto. A partire dalla famiglia cinese dove il protagonista aiutava il figlio affetto da autismo. La famiglia ospita l'uomo durante il suo ritorno in Italia, donandogli anche dei soldi per fare in modo che il protagonista trovi la felicità che tanto bramava. Anche la famiglia Patterson accoglie Andrea, a farlo diventare un loro membro. L'accoglienza è quella che ritroviamo in seguito al bisogno di fuggire del protagonista. L'unica che non è disposta a ad accogliere nuovamente Andrea è la moglie Agnese. Si intravede nelle persone che accolgono il protagonista un senso di solidarietà, sentimento che Andrea all'inizio del racconto non ha.
"Perdono" e "Sensi di colpa" si intrecciano nel romanzo. "Sensi di colpa" per essere sparito, lasciando una moglie senza darle spiegazioni. Inizialmente l'uomo cerca di allontanare il pensiero che rimanda alla sua vita in Italia, e solo dopo aver letto la posta elettronica inizia ad interrogarsi, poiché tra le mail ce n'è una di Agnese dove esprime tutto il suo dolore e la sua preoccupazione e arriva anche a pensare di aver ingannato la famiglia Patterson. In Italia cerca il “perdono” della moglie, la quale però non può e non vuole ricominciare con lui. Fallito il tentativo di riappropriarsi della propria vita, Andrea ha "sensi di colpa" nei confronti di Ary e dei bambini, e anche nei confronti di tutti coloro che lo hanno aiutato. Andrea avrà in particolare un forte senso di colpa sia per Agnese che per la famiglia Patterson, ma pur di essere perdonato da quest'ultimi sarà disposto a tutto, anche ad attraversare il deserto.
Tema dell'immigrazione: Andrea, permanendo più di tre mesi in America, diventa automaticamente clandestino. Per tornare a New York, il protagonista è costretto a consegnarsi nelle mani dei pollero. Durante il viaggio nel deserto è costretto ad assistere numerose angherie fatte dai pollero agli immigrati. Andrea salva una povera donna immigrata, arrivando anche a sparare al pollero. Il libro mostra i soprusi subiti da coloro che vogliono superare la frontiera da clandestini: violenze, abusi e sfruttamento. Nel romanzo il protagonista arriva a un accampamento di volontari specializzato nel soccorso di clandestini. L'associazione di volontariato No More Deaths citata nel romanzo, è realmente esistente.
Nel libro viene brevemente trattato anche il tema della religione. È presente un dialogo tra Andrea e Ary dove entrambi esprimono non tanto l'importanza dell'esistenza di Dio, ma della ricerca di esso. Nonostante entrambi i personaggi abbiano avuto un'educazione cristiana, si sono allontanati dalla religione. Ary confida ad Andrea di essere stata animista per un breve periodo.

## Ambientazioni
Il racconto si snoda in diversi posti del mondo: Italia, New York, Messico e deserto dell'Arizona.
In Italia, il protagonista ha vissuto per la maggior parte del tempo: è il luogo dove ha i maggiori affetti. In Italia, a livello lavorativo, i giovani spesso vengono emarginati e si ritrovano senza un futuro; così anche Andrea si ritrova a trentasette anni a fare l'insegnante a tempo determinato. A New York frequenterà assiduamente il Metropolitan Museum. Cambia numerosi alloggi girando i quartieri di New York tra cui: Manhattan, Queens e Brooklyn. Nel romanzo vengono citati molti negozi, ristoranti e parti della città note ai più.
Per ritornare negli Usa Andrea dovrà andare nell'America latina. Atterra a Hermosillo in Messico, dove ad attenderlo c'è Antonio, cugino del collega di lavoro Victor, assiste a un evento tipico del posto: il combattimento tra galli.
Andrea rimane colpito da come quei poveri galli vengano drogati e fatti combattere, solo per divertire e far vincere soldi agli uomini.
Antonio accompagna Andrea a Sàsabe, una delle città al confine con il deserto dell'Arizona. Da lì partono gli immigrati per arrivare negli Stati Uniti.
Nel deserto dell'Arizona ci sono numerose croci che simboleggiano coloro che hanno perso la vita attraversandolo. Ci vogliono circa otto, nove ore per arrivare a Cruza, dove vi è il muro chiamato Border Face. Nel deserto Andrea e l'amico Lagrima rimangono senza acqua, ma grazie a un pellerossa riescono a raggiungere l'accampamento di No More Deaths dove vengono aiutati dai volontari. Arrivato negli States, Andrea attraverserà il paese facendo l'autostop.
Le ambientazioni sono numerose, le culture che il protagonista incontra sono disparate e spesso dissonanti.

## Finale del libro
Il romanzo termina in modo ambiguo. Non è ben chiaro cosa accada in seguito, poiché non viene detto esplicitamente se Andrea viene accolto nuovamente in casa Patterson.
Nelle pagine finali Andrea riuscito ad arrivare a New York e si trova in mezzo a una parata di Halloween. Ad un tratto il protagonista vede Benjamin e Allison mascherati. Poco dopo arriva Ary, che incredula guarda Andrea. Tutto ha una svolta quando una quarta persona travestita da Jocker raggiunge i Patterson e Andrea.
Si scopre essere un uomo che, dopo aver regalato caramelle alla famiglia, si rivolge al protagonista chiedendogli: "Chi sei tu?".
Molte recensioni scritte da coloro che hanno letto il romanzo manifestano lamentele circa il finale lasciato inconcluso.
L'uomo travestito da Jocker potrebbe essere l'ex marito di Ary, tornato a casa dopo molto tempo. Oppure
potrebbe essere un parente o un amico. Il lettore non arriva mai a sapere cosa succede tra il protagonista e la famiglia Patterson. Andrea Luna però raggiunge un traguardo nel momento in cui lui comprende chi è e cosa vuole veramente, senza stare a pensare cosa vorrebbero gli altri per lui.

## Edizioni
- Fabio Geda, Se la vita che salvi è la tua, Torino, Einaudi, ISBN 9788806226183.